# Benedikt Erlingsson
Benedikt Erlingsson (Reikiavik, Islandia, 31 de mayo de 1969) es un director de cine y de teatro, guionista y actor islandés. Se graduó en la Academia de Artes de Islandia en 1994 y ha trabajado en el Teatro Nacional de Islandia durante la mayor parte de su carrera. Ha dirigido dos películas, ambas ganadoras del premio Nordic Council Film.

## Cine y televisión
Benedikt formó parte del programa de televisión Fóstbræður, de renombre local.
En 2006 trabajó a las órdenes de Lars von Trier en la película Direktøren for det hele, donde el propietario de una empresa informática desea venderla tras haber simulado durante años que el verdadero dueño vivía en el extranjero y se comunicaba con él personalmente solo por correo electrónico.
El primer largometraje de Benedikt como director fue Of Horses and Men, de 2013. La película fue preseleccionada como Mejor película en lengua extranjera en la 86.ª edición de los premios Oscar, aunque finalmente no fue nominada. La película ganó el premio de cine Nordic Council de 2014, y también ganó el premio del público en el Festival Internacional de Cine de Tromsø de 2014 en Noruega.
Su segunda película, La mujer de la montaña, un drama de terrorismo ecológico, se estrenó en 2018 con un éxito especial.

## Carrera teatral
Benedikt ha dirigido cuatro obras de teatro para el Teatro Nacional, entre las cuales La campana de Islandia de Halldór Kiljan Laxness.